# Pallavolo ai Giochi della XXXIII Olimpiade - Qualificazioni al torneo maschile
Le qualificazioni di pallavolo maschile ai Giochi della XXXIII Olimpiade si sono svolte dal 30 settembre all'8 ottobre 2023: ai tornei hanno partecipato ventiquattro squadre nazionali e sei si sono qualificate ai Giochi della XXXIII Olimpiade.

## Regolamento

### Formula
La formula ha previsto una fase a gironi, disputata con girone all'italiana: le prime due classificate di ogni girone si sono qualificate per i Giochi della XXXIII Olimpiade.

### Criteri di classifica
Se il risultato finale è stato di 3-0 o 3-1 sono stati assegnati 3 punti alla squadra vincente e 0 a quella sconfitta, se il risultato finale è stato di 3-2 sono stati assegnati 2 punti alla squadra vincente e 1 a quella sconfitta.
L'ordine del posizionamento in classifica è stato definito in base a:
- Numero di partite vinte;
- Punti;
- Ratio dei set vinti/persi;
- Ratio dei punti realizzati/subiti;
- Risultati degli scontri diretti.

## Squadre partecipanti
Le squadre sono state definite in base al FIVB World Rankings del 18 settembre 2022; non partecipano la Francia, paese organizzatore, e la Russia, esclusa a seguito dell'invasione in Ucraina.
| Squadra     | Qualificazione              |
| ----------- | --------------------------- |
| Argentina   | 8ª nel FIVB World Rankings  |
| Belgio      | 21ª nel FIVB World Rankings |
| Brasile     | 4ª nel FIVB World Rankings  |
| Bulgaria    | 23ª nel FIVB World Rankings |
| Canada      | 15ª nel FIVB World Rankings |
| Cina        | 26ª nel FIVB World Rankings |
| Cuba        | 12ª nel FIVB World Rankings |
| Germania    | 17ª nel FIVB World Rankings |
| Egitto      | 20ª nel FIVB World Rankings |
| Finlandia   | 24ª nel FIVB World Rankings |
| Giappone    | 7ª nel FIVB World Rankings  |
| Iran        | 10ª nel FIVB World Rankings |
| Italia      | 2ª nel FIVB World Rankings  |
| Messico     | 18ª nel FIVB World Rankings |
| Paesi Bassi | 13ª nel FIVB World Rankings |
| Polonia     | 1ª nel FIVB World Rankings  |
| Qatar       | 25ª nel FIVB World Rankings |
| Rep. Ceca   | 22ª nel FIVB World Rankings |
| Serbia      | 11ª nel FIVB World Rankings |
| Slovenia    | 9ª nel FIVB World Rankings  |
| Stati Uniti | 6ª nel FIVB World Rankings  |
| Tunisia     | 19ª nel FIVB World Rankings |
| Turchia     | 14ª nel FIVB World Rankings |
| Ucraina     | 16ª nel FIVB World Rankings |

## Torneo
I gironi sono stati sorteggiati il 17 marzo 2023 a Losanna.
| Girone A  | Girone B    | Girone C    |
| --------- | ----------- | ----------- |
| Brasile   | Egitto      | Argentina   |
| Cuba      | Finlandia   | Belgio      |
| Germania  | Giappone    | Bulgaria    |
| Iran      | Serbia      | Canada      |
| Italia    | Slovenia    | Cina        |
| Qatar     | Stati Uniti | Messico     |
| Rep. Ceca | Tunisia     | Paesi Bassi |
| Ucraina   | Turchia     | Polonia     |

### Girone A

#### Risultati
| 30 settembre 2023 Ginásio do Maracanãzinho, Rio de Janeiro Durata: 1h:19 - Spettatori: 8 075 | Brasile   | 3 - 0 | Qatar     | 25-16, 25-19, 26-24               |
| 30 settembre 2023 Ginásio do Maracanãzinho, Rio de Janeiro Durata: 1h:50 - Spettatori: 2 230 | Italia    | 3 - 1 | Rep. Ceca | 24-26, 25-18, 25-22, 25-19        |
| 30 settembre 2023 Ginásio do Maracanãzinho, Rio de Janeiro Durata: 1h:50 - Spettatori: 1 154 | Iran      | 1 - 3 | Germania  | 22-25, 25-22, 16-25, 21-25        |
| 30 settembre 2023 Ginásio do Maracanãzinho, Rio de Janeiro Durata: 1h:05 - Spettatori: ?     | Cuba      | 3 - 0 | Ucraina   | 25-16, 25-19, 25-18               |
| 1º ottobre 2023 Ginásio do Maracanãzinho, Rio de Janeiro Durata: 2h:09 - Spettatori: 9 125   | Brasile   | 3 - 2 | Rep. Ceca | 22-25, 25-16, 25-20, 21-25, 16-14 |
| 1º ottobre 2023 Ginásio do Maracanãzinho, Rio de Janeiro Durata: 1h:33 - Spettatori: 2 457   | Cuba      | 1 - 3 | Germania  | 25-21, 14-25, 22-25, 15-25        |
| 1º ottobre 2023 Ginásio do Maracanãzinho, Rio de Janeiro Durata: 1h:13 - Spettatori: 1 693   | Italia    | 3 - 0 | Qatar     | 25-19, 25-20, 25-19               |
| 1º ottobre 2023 Ginásio do Maracanãzinho, Rio de Janeiro Durata: 1h:12 - Spettatori: 443     | Iran      | 0 - 3 | Ucraina   | 19-25, 22-25, 17-25               |
| 3 ottobre 2023 Ginásio do Maracanãzinho, Rio de Janeiro Durata: 1h:42 - Spettatori: 415      | Iran      | 3 - 1 | Qatar     | 25-23, 23-25, 25-17, 25-23        |
| 3 ottobre 2023 Ginásio do Maracanãzinho, Rio de Janeiro Durata: 1h:40 - Spettatori: 321      | Cuba      | 3 - 0 | Rep. Ceca | 26-24, 25-21, 25-21               |
| 3 ottobre 2023 Ginásio do Maracanãzinho, Rio de Janeiro Durata: 1h:08 - Spettatori: 3 421    | Italia    | 3 - 0 | Ucraina   | 25-23, 25-16, 25-16               |
| 3 ottobre 2023 Ginásio do Maracanãzinho, Rio de Janeiro Durata: 1h:55 - Spettatori: 8 954    | Brasile   | 1 - 3 | Germania  | 25-21, 19-25, 19-25, 26-28        |
| 4 ottobre 2023 Ginásio do Maracanãzinho, Rio de Janeiro Durata: 1h:51 - Spettatori: 672      | Iran      | 1 - 3 | Rep. Ceca | 17-25, 22-25, 25-21, 20-25        |
| 4 ottobre 2023 Ginásio do Maracanãzinho, Rio de Janeiro Durata: 1h:49 - Spettatori: 1 459    | Italia    | 1 - 3 | Germania  | 24-26, 25-18, 20-25, 23-25        |
| 4 ottobre 2023 Ginásio do Maracanãzinho, Rio de Janeiro Durata: 1h:11 - Spettatori: 2 099    | Cuba      | 3 - 0 | Qatar     | 25-21, 25-21, 25-16               |
| 4 ottobre 2023 Ginásio do Maracanãzinho, Rio de Janeiro Durata: 2h:16 - Spettatori: 7 872    | Brasile   | 3 - 2 | Ucraina   | 36-38, 25-20, 21-25, 25-18, 15-11 |
| 6 ottobre 2023 Ginásio do Maracanãzinho, Rio de Janeiro Durata: 1h:43 - Spettatori: 8 854    | Brasile   | 3 - 1 | Cuba      | 23-25, 25-18, 25-20, 25-20        |
| 6 ottobre 2023 Ginásio do Maracanãzinho, Rio de Janeiro Durata: 1h:22 - Spettatori: 3 175    | Italia    | 3 - 0 | Iran      | 25-22, 25-22, 25-23               |
| 6 ottobre 2023 Ginásio do Maracanãzinho, Rio de Janeiro Durata: 1h:57 - Spettatori: 594      | Ucraina   | 3 - 1 | Qatar     | 25-22, 27-29, 26-24, 25-21        |
| 6 ottobre 2023 Ginásio do Maracanãzinho, Rio de Janeiro Durata: 1h:11 - Spettatori: 490      | Germania  | 3 - 0 | Rep. Ceca | 25-23, 25-18, 25-17               |
| 7 ottobre 2023 Ginásio do Maracanãzinho, Rio de Janeiro Durata: 1h:19 - Spettatori: 9 249    | Brasile   | 3 - 0 | Iran      | 25-19, 25-20, 25-23               |
| 7 ottobre 2023 Ginásio do Maracanãzinho, Rio de Janeiro Durata: 1h:54 - Spettatori: 4 195    | Italia    | 1 - 3 | Cuba      | 22-25, 25-21, 25-27, 27-29        |
| 7 ottobre 2023 Ginásio do Maracanãzinho, Rio de Janeiro Durata: 1h:39 - Spettatori: 2 239    | Ucraina   | 3 - 1 | Rep. Ceca | 25-19, 25-15, 23-25, 25-20        |
| 7 ottobre 2023 Ginásio do Maracanãzinho, Rio de Janeiro Durata: 1h:07 - Spettatori: 1 125    | Germania  | 3 - 0 | Qatar     | 25-15, 25-20, 25-16               |
| 8 ottobre 2023 Ginásio do Maracanãzinho, Rio de Janeiro Durata: 2h:06 - Spettatori: 9 984    | Brasile   | 3 - 2 | Italia    | 25-23, 23-25, 15-25, 25-17, 15-11 |
| 8 ottobre 2023 Ginásio do Maracanãzinho, Rio de Janeiro Durata: 1h:48 - Spettatori: 2 342    | Iran      | 2 - 3 | Cuba      | 20-25, 25-23, 25-23, 13-25, 9-15  |
| 8 ottobre 2023 Ginásio do Maracanãzinho, Rio de Janeiro Durata: 1h:05 - Spettatori: 227      | Ucraina   | 0 - 3 | Germania  | 17-25, 12-25, 14-25               |
| 8 ottobre 2023 Ginásio do Maracanãzinho, Rio de Janeiro Durata: 1h:54 - Spettatori: ?        | Rep. Ceca | 3 - 1 | Qatar     | 25-27, 28-26, 25-23, 25-21        |

#### Classifica
| Pos | Squadra   | Pt | G | V | P | SV | SP | Ratio | PF  | PS  | Ratio |
| --- | --------- | -- | - | - | - | -- | -- | ----- | --- | --- | ----- |
| 1.  | Germania  | 21 | 7 | 7 | 0 | 21 | 4  | 5,250 | 611 | 493 | 1,239 |
| 2.  | Brasile   | 15 | 7 | 6 | 1 | 19 | 10 | 1,900 | 672 | 616 | 1,090 |
| 3.  | Cuba      | 14 | 7 | 5 | 2 | 17 | 9  | 1,888 | 598 | 562 | 1,064 |
| 4.  | Italia    | 13 | 7 | 4 | 3 | 16 | 10 | 1,600 | 616 | 564 | 1,092 |
| 5.  | Ucraina   | 10 | 7 | 3 | 4 | 11 | 14 | 0,785 | 539 | 580 | 0,929 |
| 6.  | Rep. Ceca | 7  | 7 | 2 | 5 | 10 | 17 | 0,588 | 587 | 638 | 0,920 |
| 7.  | Iran      | 4  | 7 | 1 | 6 | 7  | 19 | 0,368 | 545 | 617 | 0,883 |
| 8.  | Qatar     | 0  | 7 | 0 | 7 | 3  | 21 | 0,142 | 507 | 605 | 0,838 |

      Qualificata ai Giochi della XXXIII Olimpiade.

### Girone B

#### Risultati
| 30 settembre 2023 Yoyogi National Gymnasium, Tokyo Durata: 1h:10 - Spettatori: 1 799  | Slovenia    | 3 - 0 | Tunisia     | 25-20, 25-18, 25-21               |
| 30 settembre 2023 Yoyogi National Gymnasium, Tokyo Durata: 1h:41 - Spettatori: 3 280  | Serbia      | 1 - 3 | Turchia     | 22-25, 25-20, 14-25, 20-25        |
| 30 settembre 2023 Yoyogi National Gymnasium, Tokyo Durata: 1h:15 - Spettatori: 6 019  | Stati Uniti | 3 - 0 | Egitto      | 25-20, 25-16, 25-19               |
| 30 settembre 2023 Yoyogi National Gymnasium, Tokyo Durata: 2h:08 - Spettatori: 10 227 | Giappone    | 3 - 2 | Finlandia   | 25-17, 25-15, 25-27, 19-25, 15-12 |
| 1º ottobre 2023 Yoyogi National Gymnasium, Tokyo Durata: 1h:35 - Spettatori: 1 967    | Slovenia    | 3 - 0 | Turchia     | 28-26, 30-28, 25-22               |
| 1º ottobre 2023 Yoyogi National Gymnasium, Tokyo Durata: 1h:07 - Spettatori: 3 437    | Serbia      | 3 - 0 | Tunisia     | 25-21, 25-16, 25-21               |
| 1º ottobre 2023 Yoyogi National Gymnasium, Tokyo Durata: 1h:07 - Spettatori: 6 501    | Stati Uniti | 3 - 0 | Finlandia   | 25-17, 25-15, 25-17               |
| 1º ottobre 2023 Yoyogi National Gymnasium, Tokyo Durata: 1h:55 - Spettatori: 10 303   | Giappone    | 2 - 3 | Egitto      | 25-14, 25-10, 23-25, 23-25, 13-15 |
| 3 ottobre 2023 Yoyogi National Gymnasium, Tokyo Durata: 1h:36 - Spettatori: 1 254     | Slovenia    | 3 - 1 | Finlandia   | 25-19, 18-25, 25-20, 25-18        |
| 3 ottobre 2023 Yoyogi National Gymnasium, Tokyo Durata: 1h:23 - Spettatori: 2 494     | Serbia      | 3 - 1 | Egitto      | 18-25, 25-19, 25-14, 25-16        |
| 3 ottobre 2023 Yoyogi National Gymnasium, Tokyo Durata: 2h:03 - Spettatori: 5 331     | Stati Uniti | 3 - 1 | Turchia     | 25-17, 26-28, 32-30, 25-20        |
| 3 ottobre 2023 Yoyogi National Gymnasium, Tokyo Durata: 1h:01 - Spettatori: 10 201    | Giappone    | 3 - 0 | Tunisia     | 25-14, 25-16, 25-15               |
| 4 ottobre 2023 Yoyogi National Gymnasium, Tokyo Durata: 1h:42 - Spettatori: 1 382     | Slovenia    | 3 - 1 | Egitto      | 23-25, 25-22, 25-17, 25-14        |
| 4 ottobre 2023 Yoyogi National Gymnasium, Tokyo Durata: 1h:18 - Spettatori: 2 841     | Serbia      | 3 - 0 | Finlandia   | 25-21, 25-22, 25-22               |
| 4 ottobre 2023 Yoyogi National Gymnasium, Tokyo Durata: 1h:02 - Spettatori: 5 383     | Stati Uniti | 3 - 0 | Tunisia     | 25-11, 25-12, 25-14               |
| 4 ottobre 2023 Yoyogi National Gymnasium, Tokyo Durata: 1h:13 - Spettatori: 10 247    | Giappone    | 3 - 0 | Turchia     | 25-15, 25-20, 25-19               |
| 6 ottobre 2023 Yoyogi National Gymnasium, Tokyo Durata: 2h:05 - Spettatori: 1 464     | Turchia     | 3 - 2 | Finlandia   | 25-22, 25-23, 23-25, 23-25, 15-8  |
| 6 ottobre 2023 Yoyogi National Gymnasium, Tokyo Durata: 1h:55 - Spettatori: 2 764     | Tunisia     | 2 - 3 | Egitto      | 25-15, 25-13, 21-25, 27-29, 9-15  |
| 6 ottobre 2023 Yoyogi National Gymnasium, Tokyo Durata: 1h:40 - Spettatori: 5 705     | Stati Uniti | 3 - 1 | Slovenia    | 25-18, 21-25, 25-20, 25-18        |
| 6 ottobre 2023 Yoyogi National Gymnasium, Tokyo Durata: 1h:11 - Spettatori: 10 360    | Giappone    | 3 - 0 | Serbia      | 25-17, 25-14, 25-22               |
| 7 ottobre 2023 Yoyogi National Gymnasium, Tokyo Durata: 1h:40 - Spettatori: 2 172     | Turchia     | 3 - 1 | Egitto      | 25-21, 25-18, 20-25, 25-23        |
| 7 ottobre 2023 Yoyogi National Gymnasium, Tokyo Durata: 1h:08 - Spettatori: 3 748     | Tunisia     | 0 - 3 | Finlandia   | 19-25, 23-25, 15-25               |
| 7 ottobre 2023 Yoyogi National Gymnasium, Tokyo Durata: 1h:07 - Spettatori: 7 112     | Stati Uniti | 3 - 0 | Serbia      | 25-18, 25-18, 25-17               |
| 7 ottobre 2023 Yoyogi National Gymnasium, Tokyo Durata: 1h:15 - Spettatori: 10 539    | Giappone    | 3 - 0 | Slovenia    | 25-21, 25-22, 25-18               |
| 8 ottobre 2023 Yoyogi National Gymnasium, Tokyo Durata: 1h:52 - Spettatori: 2 550     | Egitto      | 2 - 3 | Finlandia   | 12-25, 25-20, 25-20, 22-25, 13-15 |
| 8 ottobre 2023 Yoyogi National Gymnasium, Tokyo Durata: 1h:17 - Spettatori: 4 224     | Turchia     | 3 - 0 | Tunisia     | 25-13, 25-22, 29-27               |
| 8 ottobre 2023 Yoyogi National Gymnasium, Tokyo Durata: 1h:17 - Spettatori: 6 959     | Slovenia    | 3 - 0 | Serbia      | 25-22, 25-23, 25-21               |
| 8 ottobre 2023 Yoyogi National Gymnasium, Tokyo Durata: 2h:00 - Spettatori: 10 660    | Giappone    | 2 - 3 | Stati Uniti | 19-25, 25-22, 25-19, 23-25, 12-15 |

#### Classifica
| Pos | Squadra     | Pt | G | V | P | SV | SP | Ratio | PF  | PS  | Ratio |
| --- | ----------- | -- | - | - | - | -- | -- | ----- | --- | --- | ----- |
| 1.  | Stati Uniti | 20 | 7 | 7 | 0 | 21 | 4  | 5,250 | 610 | 475 | 1,284 |
| 2.  | Giappone    | 16 | 7 | 5 | 2 | 19 | 8  | 2,375 | 622 | 504 | 1,234 |
| 3.  | Slovenia    | 15 | 7 | 5 | 2 | 16 | 8  | 2,000 | 566 | 532 | 1,063 |
| 4.  | Turchia     | 11 | 7 | 4 | 3 | 13 | 13 | 1,000 | 605 | 599 | 1,010 |
| 5.  | Serbia      | 9  | 7 | 3 | 4 | 10 | 13 | 0,769 | 496 | 517 | 0,959 |
| 6.  | Finlandia   | 7  | 7 | 2 | 5 | 11 | 17 | 0,647 | 575 | 617 | 0,931 |
| 7.  | Egitto      | 5  | 7 | 2 | 5 | 11 | 19 | 0,578 | 577 | 682 | 0,846 |
| 8.  | Tunisia     | 1  | 7 | 0 | 7 | 2  | 21 | 0,095 | 427 | 551 | 0,774 |

      Qualificata ai Giochi della XXXIII Olimpiade.

### Girone C

#### Risultati
| 30 settembre 2023 Complesso sportivo Qujiang, Xi'an Durata: 1h:08 - Spettatori: 670 | Argentina   | 3 - 0 | Messico     | 25-20, 25-17, 25-19               |
| 30 settembre 2023 Complesso sportivo Qujiang, Xi'an Durata: 2h:11 - Spettatori: 694 | Paesi Bassi | 2 - 3 | Canada      | 21-25, 25-23, 26-24, 18-25, 12-15 |
| 30 settembre 2023 Complesso sportivo Qujiang, Xi'an Durata: 2h:10 - Spettatori: 769 | Polonia     | 3 - 2 | Belgio      | 23-25, 25-20, 25-16, 21-25, 17-15 |
| 30 settembre 2023 Complesso sportivo Qujiang, Xi'an Durata: 1h:05 - Spettatori: ?   | Cina        | 0 - 3 | Bulgaria    | 18-25, 19-25, 14-25               |
| 1º ottobre 2023 Complesso sportivo Qujiang, Xi'an Durata: 1h:51 - Spettatori: 620   | Argentina   | 1 - 3 | Canada      | 25-27, 22-25, 25-23, 15-25        |
| 1º ottobre 2023 Complesso sportivo Qujiang, Xi'an Durata: 1h:09 - Spettatori: 351   | Paesi Bassi | 3 - 0 | Messico     | 25-19, 25-19, 25-16               |
| 1º ottobre 2023 Complesso sportivo Qujiang, Xi'an Durata: 1h:31 - Spettatori: 596   | Polonia     | 3 - 0 | Bulgaria    | 26-24, 25-20, 25-21               |
| 1º ottobre 2023 Complesso sportivo Qujiang, Xi'an Durata: 1h:40 - Spettatori: 1 742 | Cina        | 1 - 3 | Belgio      | 18-25, 25-22, 19-25, 17-25        |
| 3 ottobre 2023 Complesso sportivo Qujiang, Xi'an Durata: 1h:34 - Spettatori: 692    | Argentina   | 3 - 0 | Bulgaria    | 27-25, 25-21, 31-29               |
| 3 ottobre 2023 Complesso sportivo Qujiang, Xi'an Durata: 1h:16 - Spettatori: 574    | Paesi Bassi | 0 - 3 | Belgio      | 22-25, 19-25, 15-25               |
| 3 ottobre 2023 Complesso sportivo Qujiang, Xi'an Durata: 2h:07 - Spettatori: 726    | Polonia     | 3 - 2 | Canada      | 21-25, 25-20, 25-20, 20-25, 17-15 |
| 3 ottobre 2023 Complesso sportivo Qujiang, Xi'an Durata: 1h:04 - Spettatori: 1 618  | Cina        | 3 - 0 | Messico     | 25-21, 25-9, 25-19                |
| 4 ottobre 2023 Complesso sportivo Qujiang, Xi'an Durata: 1h:32 - Spettatori: 547    | Paesi Bassi | 0 - 3 | Bulgaria    | 23-25, 21-25, 28-30               |
| 4 ottobre 2023 Complesso sportivo Qujiang, Xi'an Durata: 2h:03 - Spettatori: 749    | Argentina   | 3 - 2 | Belgio      | 25-22, 25-23, 18-25, 21-25, 15-13 |
| 4 ottobre 2023 Complesso sportivo Qujiang, Xi'an Durata: 1h:06 - Spettatori: 796    | Polonia     | 3 - 0 | Messico     | 25-21, 25-19, 25-14               |
| 4 ottobre 2023 Complesso sportivo Qujiang, Xi'an Durata: 1h:25 - Spettatori: 1 653  | Cina        | 0 - 3 | Canada      | 19-25, 22-25, 24-26               |
| 6 ottobre 2023 Complesso sportivo Qujiang, Xi'an Durata: 1h:21 - Spettatori: 517    | Canada      | 3 - 0 | Bulgaria    | 25-21, 25-17, 25-18               |
| 6 ottobre 2023 Complesso sportivo Qujiang, Xi'an Durata: 1h:14 - Spettatori: 897    | Messico     | 0 - 3 | Belgio      | 18-25, 21-25, 17-25               |
| 6 ottobre 2023 Complesso sportivo Qujiang, Xi'an Durata: 1h:56 - Spettatori: 1 884  | Polonia     | 3 - 1 | Argentina   | 25-23, 23-25, 28-26, 25-20        |
| 6 ottobre 2023 Complesso sportivo Qujiang, Xi'an Durata: 1h:50 - Spettatori: 1 528  | Cina        | 2 - 3 | Paesi Bassi | 25-22, 16-25, 16-25, 25-21, 11-15 |
| 7 ottobre 2023 Complesso sportivo Qujiang, Xi'an Durata: 1h:49 - Spettatori: 357    | Canada      | 1 - 3 | Belgio      | 14-25, 25-22, 28-30, 16-25        |
| 7 ottobre 2023 Complesso sportivo Qujiang, Xi'an Durata: 1h:21 - Spettatori: 264    | Messico     | 0 - 3 | Bulgaria    | 23-25, 19-25, 22-25               |
| 7 ottobre 2023 Complesso sportivo Qujiang, Xi'an Durata: 1h:46 - Spettatori: 502    | Polonia     | 3 - 1 | Paesi Bassi | 21-25, 25-17, 25-22, 29-27        |
| 7 ottobre 2023 Complesso sportivo Qujiang, Xi'an Durata: 1h:47 - Spettatori: 974    | Cina        | 2 - 3 | Argentina   | 25-22, 22-25, 19-25, 25-20, 12-15 |
| 8 ottobre 2023 Complesso sportivo Qujiang, Xi'an Durata: 2h:11 - Spettatori: 427    | Belgio      | 2 - 3 | Bulgaria    | 21-25, 25-23, 25-21, 22-25, 13-15 |
| 8 ottobre 2023 Complesso sportivo Qujiang, Xi'an Durata: 1h:16 - Spettatori: 534    | Argentina   | 3 - 0 | Paesi Bassi | 25-17, 27-25, 25-22               |
| 8 ottobre 2023 Complesso sportivo Qujiang, Xi'an Durata: 1h:15 - Spettatori: 503    | Canada      | 3 - 0 | Messico     | 25-20, 25-21, 25-15               |
| 8 ottobre 2023 Complesso sportivo Qujiang, Xi'an Durata: 1h:50 - Spettatori: 2 156  | Cina        | 2 - 3 | Polonia     | 20-25, 25-23, 25-22, 9-25, 14-16  |

#### Classifica
| Pos | Squadra     | Pt | G | V | P | SV | SP | Ratio | PF  | PS  | Ratio |
| --- | ----------- | -- | - | - | - | -- | -- | ----- | --- | --- | ----- |
| 1.  | Polonia     | 18 | 7 | 7 | 0 | 21 | 8  | 2,625 | 682 | 603 | 1,131 |
| 2.  | Canada      | 15 | 7 | 5 | 2 | 18 | 9  | 2,000 | 626 | 576 | 1,086 |
| 3.  | Argentina   | 13 | 7 | 5 | 2 | 17 | 10 | 1,700 | 550 | 543 | 1,012 |
| 4.  | Belgio      | 15 | 7 | 4 | 3 | 18 | 11 | 1,636 | 664 | 598 | 1,110 |
| 5.  | Bulgaria    | 11 | 7 | 4 | 3 | 12 | 11 | 1,090 | 535 | 527 | 1,015 |
| 6.  | Paesi Bassi | 6  | 7 | 2 | 5 | 9  | 17 | 0,529 | 504 | 514 | 0,981 |
| 7.  | Cina        | 6  | 7 | 1 | 6 | 10 | 18 | 0,555 | 559 | 623 | 0,897 |
| 8.  | Messico     | 0  | 7 | 0 | 7 | 0  | 21 | 0,000 | 389 | 525 | 0,740 |

      Qualificata ai Giochi della XXXIII Olimpiade.

## Verdetti
| Squadra     | Rosa | Posizione       |
| ----------- | --- | --------------- |
| Brasile     | 1 de Rezende, 2 Bergmann, 4 Pinto, 6 Cavalcante, 8 Honorato, 14 Kreling, 15 Nascimento, 16 Saatkamp, 17 Hoss, 18 Lucarelli, 21 A. de Souza, 23 Gualberto, 28 D. de Souza, 30 da Cunha, CT Dal Zotto      | 1ª nel girone A |
| Canada      | 1 Eshenko, 2 Herr, 4 Hoag, 5 Hofer, 6 Demyanenko, 7 Maar, 8 Walsh, 12 Van Berkel, 14 Szwarc, 16 Schnitzer, 18 Lui, 20 Canham, 80 Loeppky, 97 Currie, CT Sammelvuo                                        | 2ª nel girone C |
| Germania    | 1 Fromm, 2 Tille, 3 Kaliberda, 5 Reichert, 9 Grozer, 10 Zenger, 12 Brehme, 13 Schott, 14 Karlitzek, 17 Zimmermann, 18 Krage, 19 Röhrs, 21 Krick, 25 Maase, CT Winiarski                                  | 2ª nel girone A |
| Giappone    | 1 Nishida, 2 Onodera, 4 Miyaura, 5 Ōtsuka, 6 Yamauchi, 8 Sekita, 10 K. Takahashi, 11 Tomita, 12 R. Takahashi, 13 Ogawa, 14 Ishikawa, 20 T. Yamamoto, 29 R. Yamamoto, 30 Kai, CT Blain                    | 2ª nel girone B |
| Polonia     | 3 Popiwczak, 5 Kaczmarek, 7 Kłos, 9 León, 10 Bednorz, 11 Śliwka, 12 Łomacz, 15 Kochanowski, 16 Semeniuk, 17 Zatorski, 19 Janusz, 21 Fornal, 30 Bołądź, 99 Huber, CT Grbić                                | 1ª nel girone C |
| Stati Uniti | 1 Anderson, 2 Russell, 4 Jendryk, 5 Ensing, 8 DeFalco, 10 Dagostino, 11 Christenson, 12 Holt, 14 Maʻa, 17 Jaeschke, 18 Muagututia, 19 Averill, 20 Smith, 22 Shoji, CT Speraw                             | 1ª nel girone B |
| Argentina   | 1 Sánchez, 3 Martínez, 4 Gallego, 7 Conte, 8 Loser, 9 Danani, 11 Armoa, 12 Lima, 15 De Cecco, 16 Kukartsev, 17 Vicentín, 18 Ramos, 21 Palonsky, 22 Zerba, CT Méndez                                      | 3ª nel girone C |
| Belgio      | 1 Cox, 3 Deroo, 4 D'Hulst, 5 Coolman, 9 D'Heer, 10 Desmet, 11 Van Hoyweghen, 12 Rotty, 13 Thys, 20 Van de Velde, 23 Reggers, 26 Perin, 33 Fransen, 34 Verwimp, CT Zanini                                 | 4ª nel girone C |
| Bulgaria    | 2 Chavdarov, 3 Kolev, 4 Atanasov, 8 Asparuhov, 9 Seganov, 11 Grozdanov, 14 Bozhilov, 17 Penčev, 19 Sokolov, 21 Dobrev, 22 S. Nikolov, 23 A. Nikolov, 24 Petkov, CT Konstantinov                          | 5ª nel girone C |
| Cina        | 1 Wang D.c., 2 Jiang, 3 Wang H., 4 Yang, 6 Yu Y.t., 7 Yu Y.c., 9 Li Y.z., 15 Peng, 16 Qu, 19 Zhang G.h., 21 Miao, 22 Zhang J.y., 23 Wang B., 29 Dai, CT Wu                                               | 7ª nel girone C |
| Cuba        | 1 Massó, 2 Melgarejo, 5 Concepción, 6 Thondike, 7 García, 10 M. Gutiérrez, 11 Taboada, 12 Herrera, 17 Alonso, 18 López, 22 J. Gutiérrez, 23 Yant, 24 Gourguet, 33 Wilson, CT Cruz                        | 3ª nel girone A |
| Egitto      | 3 Ellakany, 6 Reda, 7 Noureldin, 8 Hossiny, 9 Asran, 10 Masoud, 11 Afifi, 12 Abdalla, 13 El Mahdy, 14 Aly, 15 Seoudy, 17 Haikal, 22 Issa, 23 Omar, CT Gulinelli                                          | 7ª nel girone B |
| Finlandia   | 2 Tervaportti, 3 Hänninen, 5 Zhbankov, 7 Suihkonen, 8 Köykkä, 10 Marttila, 11 Haapaniemi, 12 Nikula, 13 Jokela, 14 Niinivaara, 19 Breilin, 20 Porkka, 21 Ivanov, 23 Mäkinen, CT Banks                    | 6ª nel girone B |
| Iran        | 1 Jelveh, 6 Mousavi, 8 Hazratpour, 10 Esmaeilnezhad, 11 Kazemi, 12 Esfandiar, 14 Karimi, 17 Salehi, 18 Vadi, 19 Hossein Khanzadeh, 20 Homayounfarmanesh, 21 Salehi, 22 Valizadeh, 30 Nasri, CT Tolookian | 7ª nel girone A |
| Italia      | 5 Michieletto, 6 Giannelli, 7 Balaso, 8 Sbertoli, 10 Scanferla, 12 Bottolo, 13 Cortesia, 14 Galassi, 15 Lavia, 16 Romanò, 20 Rinaldi, 23 Bovolenta, 28 Sanguinetti, 30 Mosca, CT De Giorgi               | 4ª nel girone A |
| Messico     | 2 J. Hernández, 3 Bravo, 5 Parra, 6 J. López, 7 González, 8 Mendoza, 9 Téllez, 11 B. López, 12 Fuentes, 16 Chávez, 17 Izaguirre, 19 L. Hernández, 48 F. Hernández, 96 García, CT Azair                   | 8ª nel girone C |
| Paesi Bassi | 2 Keemink, 3 van Garderen, 4 ter Horst, 5 van der Ent, 6 Meijs, 7 Jorna, 8 Plak, 11 Klok, 12 Tuinstra, 14 Abdel-Aziz, 16 ter Maat, 17 Parkinson, 18 Andringa, 22 Wiltenburg, CT Piazza                   | 6ª nel girone C |
| Qatar       | 2 Diagne, 4 Ribeiro, 6 Georgiev, 7 Abunabot, 8 Widatalla, 9 Stevanović, 10 Wagihalla, 11 Vasić, 12 Dahi, 13 Raimi, 17 Noaman, 18 Abdelrahim, 19 Mahmoud, 4 Ayman, CT Soto                                | 8ª nel girone A |
| Rep. Ceca   | 2 Hadrava, 3 Pfeffer, 5 Zajíček, 6 Moník, 8 Trojanowicz, 10 Svoboda, 11 Vašina, 12 Licek, 13 Galabov, 16 Srb, 17 Šotola, 18 Janouch, 20 Špulák, 25 Polák, CT Novák                                       | 6ª nel girone A |
| Serbia      | 2 Kovačević, 3 Kapur, 7 Krsmanović, 8 Ivović, 10 Kujundžić, 11 Batak, 12 Perić, 14 Atanasijević, 15 N. Mašulović, 16 Luburić, 17 Krsteski, 18 Podraščanin, 21 Todorović, 29 Nedeljković, CT Kolaković    | 5ª nel girone B |
| Slovenia    | 2 Pajenk, 3 Planinšič, 4 Kozamernik, 6 Toman, 8 Bračko, 9 Vinčić, 10 Štalekar, 11 Koncilja, 13 Kovačič, 14 Štern, 17 Urnaut, 18 Čebulj, 19 Možič, 20 Mujanović, CT Crețu                                 | 3ª nel girone B |
| Tunisia     | 2 Kadhi, 3 Ben Slimene, 4 Korbosli, 6 Ben Othmen, 7 Karamosli, 8 Ben Romdhane, 9 Agrebi, 10 Nagga, 12 M'rabet, 13 Mbarki, 14 Ben Tahar, 15 Lasgher, 19 Bouguerra, 20 Hmissi, CT Giacobbe                 | 8ª nel girone B |
| Turchia     | 1 Gürbüz, 6 Bostan, 7 Bülbül, 9 M. Lagumdžija, 10 Ekşi, 11 Gülmezoğlu, 12 A. Lagumdžija, 14 Güneş, 15 Matić, 18 Aydın, 19 Bayraktar, 21 Tayaz, 28 Atlı, 53 Döne, CT Giuliani                             | 4ª nel girone B |
| Ucraina     | 1 Polujan, 3 Mazenko, 5 Plotnyc'kyj, 7 Synycja, 9 Ostapenko, 10 Semenjuk, 11 Kanajev, 12 Jevstratov, 13 Tupčij, 14 Koval'ov, 16 Kučer, 17 Bojko, 21 Kisiljuk, 27 Ščurov, CT Krastiņš                     | 5ª nel girone A |

|  | Qualificata al Giochi della XXXIII Olimpiade. |